# Io mi arrendo
Io mi arrendo è un singolo del gruppo musicale italiano The Sun, pubblicato il 10 giugno 2022.

## Descrizione
Il brano è l'adattamento in italiano di I Surrender degli Hillsong United.

## Promozione
La sua uscita ha anticipato l'album Che magnifico nome (pubblicato l'8 luglio successivo per La Gloria), contenente dieci traduzioni in italiano di canzoni del gruppo australiano, rivisitate da altrettanti artisti nostrani. Il singolo è entrato poi a far parte, come quarto estratto, dell'album Qualcosa di vero dei The Sun.

## Tracce
Testi di Matt Crocker, Francesco Lorenzi, Danilo Minutella, musiche di Matt Crocker.
1. Io mi arrendo – 6:09

## Video musicale
Il 10 giugno, in concomitanza con l'uscita del brano, è stato pubblicato un lyric video della canzone.

## Formazione
- Francesco "The President" Lorenzi – voce, chitarra